# Anna von Schenck
Anna von Schenck, född 25 juli 1973, är en svensk friidrottare (långdistans, terräng och maraton) som tävlade för klubben Hässelby SK. 
von Schenck deltog på maraton vid EM i Barcelona 2010 och kom där in på en 20:e plats med tiden 2:43:36.

## Personliga rekord
Utomhus 
- 5 000 meter – 16:22,76	(Sollentuna 1 juli 2010)[13]
- 10 000 meter – 34:15,14 (Helsingfors, Finland 27 augusti 2010)[13]
- 10 km landsväg – 34:49 (Stockholm 5 september 2010)[13]
- Halvmaraton – 1:14:40 (Remich, Luxemburg 30 september 2007)[13]
- Halvmaraton – 1:17:19 (Lissabon, Portugal 16 mars 2008)[16]
- Maraton – 2:37:06 (Frankfurt, Tyskland 28 oktober 2007)[13][16]